# لامسا (تگزاس)
لامسا، تگزاس (به انگلیسی: Lamesa, Texas) شهری در ایالت تگزاس از ایالات جنوبی ایالات متحده آمریکا است. در سرشماری سال ۲۰۰۰، جمعیت این شهر ۹۹۵۲ نفر اعلام شد.